# 쿠네이트라
쿠네이트라(아랍어: القنيطرة)는 시리아 남서부에 위치한 도시로, 쿠네이트라 주의 주도이며 해발 1,010m에 달하는 골란고원 산골짜기에 위치한다. 오스만 제국 시대에 건설된 이래 다마스쿠스를 왕래하는 상인들의 중계지 역할을 담당했으며 나중에 시리아와 이스라엘 양국 간의 휴전선과 가까운 전략적 요충지로 여겨지면서 군대가 주둔했고 이 곳의 인구는 한때 20,000명에 달했다. 도시 이름은 아랍어로 "작은 다리"를 뜻한다.
제3차 중동 전쟁(6일 전쟁) 마지막 날인 1967년 6월 10일 이스라엘군이 이 곳을 점령했으며 1973년 욤 키푸르 전쟁(제4차 중동 전쟁) 때 시리아군이 한때 이 곳을 차지했다가 이스라엘군이 반격에 나서면서 탈환하게 된다. 1974년 6월 이스라엘군이 철수하기 이전까지 쿠네이트라 시가지는 크게 파괴되었다. 현재 이 곳에는 국제 연합 병력 철수 감시군이 주둔하고 있으며 사실상 시리아와 이스라엘 국경에서 가까운 지점에 위치한다. 시리아는 쿠네이트라 재건에 반대하는 입장을 밝히고 있고 정착촌 건설을 저지하고 있다. 또한 이스라엘이 쿠네이트라 시가지를 고의로 파괴한 행위는 국제 연합으로부터 비난을 받고 있다. 이스라엘은 시리아 정부가 정치 선전에 이용하기 위해 쿠네이트라 재건을 고의로 저지하고 있다고 비난한다.
2013년 6월 6일, 쿠네이트라 인근 국경 검문소가 반군의 공격을 받아 일시적으로 점령당했지만, 시리아 바트군이 탈환했습니다. 2013년 7월, 반군은 쿠네이트라의 군사 검문소를 공격했고, 다음 날 도시 내 시리아 바트군 진지 여러 곳을 공격했습니다.
2014년 8월, 반군은 검문소를 점령했습니다. 유엔 군축개발군(UNDOF) 소속 필리핀인 한 명이 이 전투에서 부상을 입었습니다. 이 사건으로 오스트리아 정부는 유엔 임무에서 병력 철수를 발표했습니다.
2018년 7월 26일, 시리아 바트군이 쿠네이트라를 탈환했습니다.

## 현재 상황
시리아 남서부에 위치한 쿠네이트라 주의 주도이며 시리아가 지배하고 있는 골란고원 전체를 관할한다. 이스라엘은 골란고원에 대한 법적 권리를 규정하고 있지만 대외적으로 인정받지 못하고 있으며 대다수 국가들은 이 곳을 점령지로 간주한다. 현재 이 곳에 거주하는 인구는 한 명도 없으며 시리아 치안부대 소수가 거주한다.
2024년 12월 8일 시리아 아사드 정권이 붕괴하자 이스라엘군이 점령하였다.

## 기후
| Quneitra의 기후          | Quneitra의 기후 | Quneitra의 기후 | Quneitra의 기후 | Quneitra의 기후 | Quneitra의 기후 | Quneitra의 기후 | Quneitra의 기후 | Quneitra의 기후 | Quneitra의 기후 | Quneitra의 기후 | Quneitra의 기후 | Quneitra의 기후 | Quneitra의 기후 |
| 월                       | 1월             | 2월             | 3월             | 4월             | 5월             | 6월             | 7월             | 8월             | 9월             | 10월            | 11월            | 12월            | 연간            |
| ------------------------ | --------------- | --------------- | --------------- | --------------- | --------------- | --------------- | --------------- | --------------- | --------------- | --------------- | --------------- | --------------- | --------------- |
| 일평균 최고 기온 °C (°F) | 9.5 (49.1)      | 11.1 (52.0)     | 14.1 (57.4)     | 18.4 (65.1)     | 23.4 (74.1)     | 27.6 (81.7)     | 28.2 (82.8)     | 29.2 (84.6)     | 26.9 (80.4)     | 24.2 (75.6)     | 18.0 (64.4)     | 12.2 (54.0)     | 20.2 (68.4)     |
| 일일 평균 기온 °C (°F)   | 6.1 (43.0)      | 7.0 (44.6)      | 9.6 (49.3)      | 13.4 (56.1)     | 17.5 (63.5)     | 21.5 (70.7)     | 22.5 (72.5)     | 23.3 (73.9)     | 21.2 (70.2)     | 18.5 (65.3)     | 13.3 (55.9)     | 8.6 (47.5)      | 15.2 (59.4)     |
| 일평균 최저 기온 °C (°F) | 2.8 (37.0)      | 3.0 (37.4)      | 5.2 (41.4)      | 8.4 (47.1)      | 11.7 (53.1)     | 15.4 (59.7)     | 16.9 (62.4)     | 17.4 (63.3)     | 15.5 (59.9)     | 12.9 (55.2)     | 8.7 (47.7)      | 5.0 (41.0)      | 10.2 (50.4)     |
| 평균 강수량 mm (인치)    | 165 (6.5)       | 129 (5.1)       | 98 (3.9)        | 31 (1.2)        | 18 (0.7)        | 1 (0.0)         | 0 (0)           | 0 (0)           | 1 (0.0)         | 17 (0.7)        | 69 (2.7)        | 155 (6.1)       | 684 (26.9)      |
| 출처: Climate-Data.org   |                 |                 |                 |                 |                 |                 |                 |                 |                 |                 |                 |                 |                 |